# Печановка
Печа́новка (укр. Печанівка) — село на Украине, основано в 1875 году, находится в Романовском районе Житомирской области.
Население составляет 1644 человек. Почтовый индекс — 13045. Телефонный код — 4146. Занимает площадь 32.33 км².

## Экономика
- СООО «Печановское»
- ЧАО "Печановский комбинат хлебопродуктов «АТК»
- Завод по очистке и сушке фасоли мощностью 20 тыс. тонн. группы компаний «АТК»[1]

## Адрес местного совета
13045, Житомирская область, Романовский р-н, с.Печановка, ул.Пидкорытова, 1а